# باب دوتي
باب دوتي (بالإنجليزية: Babe Doty)‏ هو لاعب كرة قاعدة أمريكي، ولد في 17 ديسمبر 1867 في لايونز في الولايات المتحدة، وتوفي في 20 نوفمبر 1929 في توليدو في الولايات المتحدة.

## وصلات خارجية
- باب دوتي على موقعبيزبول رفرنس.كوم (الدوري الرئيسي) (الإنجليزية)
- باب دوتي على موقعبيزبول رفرنس.كوم (الدوري الثانوي) (الإنجليزية)